# Sara Bramson
Sara Bramson var en svensk musiker (pianist och dragspelare).  
Bramson var en av medlemmarna i Svenska Bondkapellet och ackompanjerade, med olika konstellationer ur denna grupp, Ernst Rolf på ett flertal av dennes tidiga skivinspelningar och gjorde även instrumentalinspelningar för dennes skivbolag. På vissa av dessa figurerar Bramson under pseudonymen "Karl August", och enligt diskografen Karleric Liliedahl kan även efternamnet Bramson eventuellt i sig vara en pseudonym för Abrahamson.

## Skivinspelningar i urval

### 1919
- "Fagerövalsen"/"Beväringsvals" (ackompanjatör till Ernst Rolf på Rolf Winner Succès 222)
- "Bryngelsson"/"Springpojken" (ackompanjatör till Ernst Rolf på Rolf Winner Succès 229)
- "K-K-K-Katy" (ackompanjatör till Ernst Rolf på Rolf Winner Succès 528; Bramson medverkar ej på skivans andra sida)
- "Honolulu"/"Å i morron kväll" (ackompanjatör till Ernst Rolf (som "Axel" på B-sidan) på Rolf Winner Succès 547)
- "Tänk att han kan och kan så länge"/"Ved Knippelsbro" (ackompanjatör till Ernst Rolf på Rolf Succès 787)
- "I sommarens dar"/"Säg mig godnatt" (ackompanjatör till Ernst Rolf på Rolf Succès 788; även på Corona S 2663)